# نگین زندی

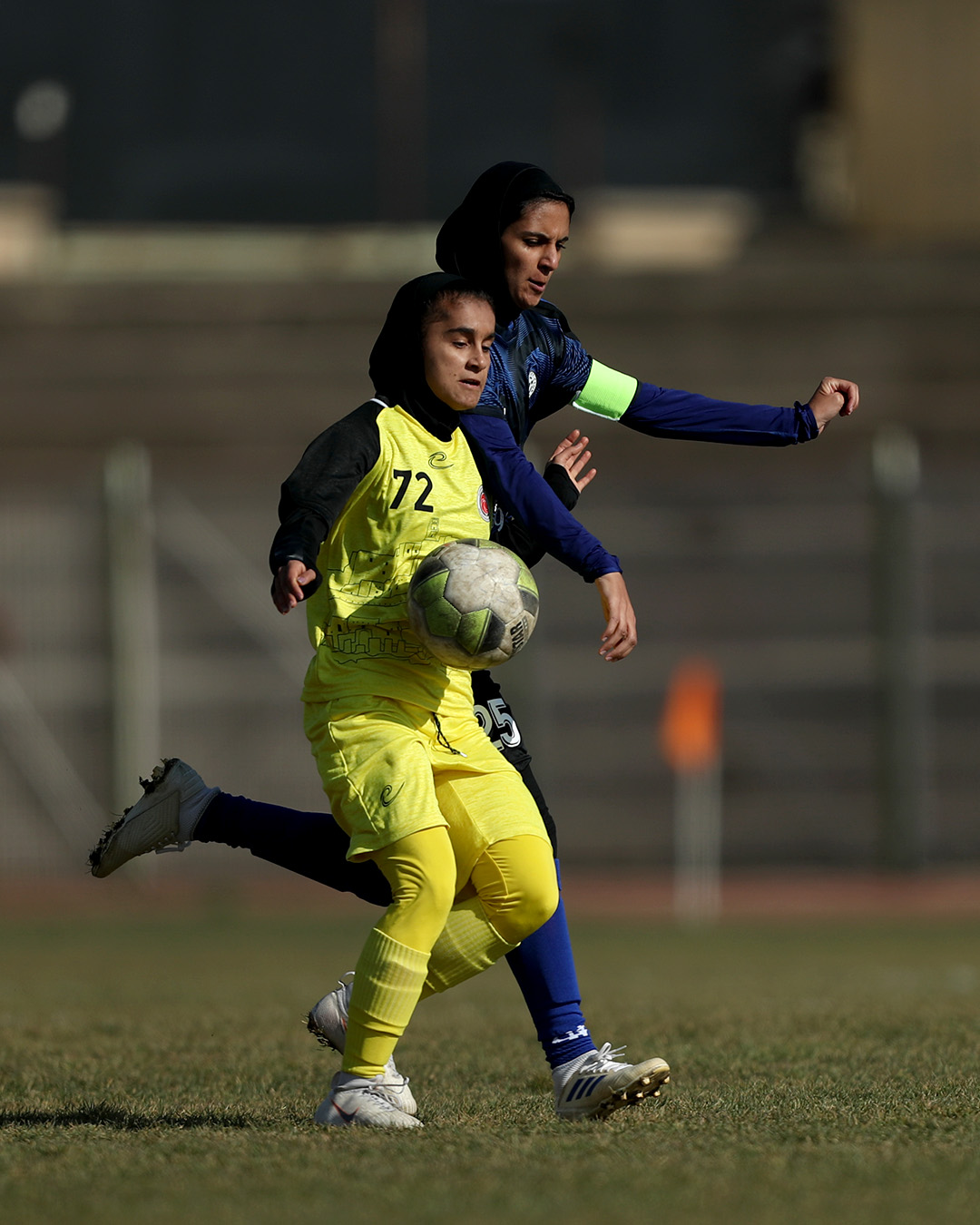
عکسی از نگین زندی

نگین زندی (زاده ۳۰ دی ۱۳۸۲) بازیکن فوتبال اهل ایران است که در باشگاه فوتبال زنان خاتون بم و تیم ملی فوتبال زنان ایران بازی می‌کند.

## آمار ملی
نگین زندی در مسابقات فوتبال جوانان آسیای مرکزی که با نام کافا شناخته می‌شد، به‌عنوان ارزشمندترین بازیکن معرفی شد.

### دعوت به تیم ملی بزرگسالان
وی در اردوی تیم ملی فوتبال زنان ایران، در کشور ازبکستان حضور داشت.